# 高山顶冰花
高山顶冰花（学名：Gagea jaeschkei）为百合科顶冰花属下的一个种。

## 扩展阅读
- 維基物種上的相關：高山顶冰花